# 노피어레코즈
'노피어 레코즈(No Fear Records)'는 월드와이드 알앤비, 힙합 레이블이자 음반 기획 및 제작사이다. 본사는 서울특별시 강남구 삼성동에 위치에 있다.

## 히스토리
- '노 피어 레코즈'(No Fear Records)는 2018년 3월에 설립하였다.
- 'Time Lag - 내일도  보관됨 2018-11-19 - 웨이백 머신'
- 'A-Teen - 난 좀 달러'
- 'PERC%NT - Flower Scent(Feat. DWAYNE)'

## 소속 아티스트 소개
DWAYNEis a worldwide singer-songwriter,rapper,multi-instrumentalist,record producer.
드웨인 은 월드와이드 음반 프로듀서이자 래퍼,알앤비 싱어송 라이터이다.
2012년 첫 싱글앨범 'Pop Them Speakers'를 발표하고 2015년 첫 EP앨범 'Millionaire’를 발표하였다.
2018년 알앤비,힙합레이블을 설립하고 현재 공동대표(Mono Chan)로 있다.

2019년 4월 30일 PERC%NT - Flower Scent 작사,작곡,편곡에 참여하였다.